# Exocentrus monticola
Exocentrus monticola är en skalbaggsart som beskrevs av Fisher 1932. Exocentrus monticola ingår i släktet Exocentrus och familjen långhorningar. Inga underarter finns listade i Catalogue of Life.